# Ivo Viktor
Ivo Viktor (Křelov, 1942. május 21. –) Európa-bajnok csehszlovák válogatott cseh labdarúgó, kapus, edző

## Pályafutása

### Klubcsapatban
A Spartak Šternberk csapatában kezdte a labdarúgást. 1960-61-ben a Železárny Prostějov, 1961-62-ben az RH Brno csapatában szerepelt. Az 1962–63-as idényben mutatkozott be az élvonalban a Spartak Brno együttesében. 1963-ban a Dukla Praha csapatához igazolt és pályafutása további részét ott töltötte. Három-három bajnoki címet és csehszlovák kupa győzelmet szerzett a csapattal. Öt alkalommal választották az év labdarúgójának (1968, 1972, 1973, 1975, 1976). 1977-ben vonult vissza az aktív labdarúgástól.

### A válogatottban
1966 és 1977 között 63 alkalommal szerepelt a csehszlovák válogatottban. Tagja volt az 1970-es mexikói világbajnokságon részt vevő csapatnak. Az 1976-os jugoszláviai Európa-bajnokságon aranyérmet nyert a válogatottal.

### Edzőként
1990-91-ben a Dukla Praha vezetőedzője volt.

## Sikerei, díjai
- Az év labdarúgója: 1968, 1972, 1973, 1975, 1976[2]

 Csehszlovákia
- Európa-bajnokság
  - Európa-bajnok: 1976, Jugoszlávia

 FK Dukla Praha
- Csehszlovák bajnokság
  - bajnok: 1963–64, 1965–66, 1966–67
- Csehszlovák kupa
  - győztes: 1965, 1966, 1969